# Kůzová
Kůzová je malá vesnice, část obce Čistá v okrese Rakovník ve Středočeském kraji. Nachází se asi 3,5 kilometru západně od Čisté. Kůzová leží v katastrálním území Nová Ves u Rakovníka o výměře 2,86 km².

## Název
Původní název vesnice Kuzova vycházel z osobního jména Kuza, které bylo odvozeno ze jména Kuzma či Kozma neboli Kosmas. Koncem sedmnáctého století byla přejmenována na Heinrichsdorf podle majitele Albrechta Jindřicha Krakovského z Kolovrat. Podruhé byla přejmenována po roce 1731 na Wallisgrün podle říšského hraběte Georga Oliviera z Wallisu. V historických pramenech se název vsi objevuje ve tvarch: Kuzowa (1410, 1437, 1457), „lesy Kuzovské“ (1530), Kuzowa nebo též Heinrichsdorf (1700), Heinrichsdörfel nebo Wallisgrün (1785), Wallisgrün a též Kuzowa (1845, 1854).

## Historie
První písemná zmínka o Kůzové pochází z roku 1410, kdy vesnice patřila ke krakoveckému panství, které tehdy koupil Jindřich Lefl z Lažan.
Ve vsi stávala roubená synagoga z roku 1812. Zbořena byla po roce 1970.

## Obyvatelstvo
Při sčítání lidu v roce 1921 zde žilo 126 obyvatel (z toho 52 mužů), z nichž byl jeden Čechoslovák a 125 Němců. Kromě jednoho evangelíka a šesti židů se hlásili k římskokatolické církvi. Podle sčítání lidu z roku 1930 měla vesnice 127 obyvatel: patnáct Čechoslováků, 108 Němců a čtyři Židy. Většina byla římskými katolíky, ale žil zde také jeden evangelík, jeden člen církve československé a šest židů.
| Rok            | 1869 | 1880 | 1890 | 1900 | 1910 | 1921 | 1930 | 1950 | 1961 | 1970 | 1980 | 1991 | 2001 | 2011 | 2021 |
| -------------- | ---- | ---- | ---- | ---- | ---- | ---- | ---- | ---- | ---- | ---- | ---- | ---- | ---- | ---- | ---- |
| Počet obyvatel | 258  | 248  | 204  | 186  | 148  | 126  | 127  | 50   | 52   | 43   | 33   | 30   | 31   | 28   | 28   |
| Počet domů     | 37   | 38   | 38   | 39   | 35   | 35   | 33   | 30   | 30   | 14   | 10   | 26   | 26   | 29   | 30   |

## Obecní správa
Při sčítání lidu v letech 1850–1879 Kůzová byla osadou obce Zdeslav v okrese Podbořany. V letech 1880–1979 byla osadou obce Nová Ves, se kterým patřila nejprve do okresu Podbořany, ale v roce 1950 v okrese Plasy a od roku 1960 v okrese Rakovník. Od 1. ledna 1980 je částí obce Čistá v okrese Rakovník.